# Yuriria
Yuriria là một đô thị thuộc bang Guanajuato, México. Năm 2005, dân số của đô thị này là 63447 người.